# Google Now
Google Now fue un asistente personal inteligente desarrollado por Google que está disponible dentro de la aplicación para móviles de Google Search para los sistemas operativos Android. Google Now utilizaba una interfaz de usuario de lenguaje natural para responder preguntas, hacer recomendaciones y realizar acciones mediante la delegación de las solicitudes a un conjunto de servicios web. Junto con la respuesta a las consultas iniciadas por el usuario, Google ofrecía ahora de forma pasiva la información al usuario que predice qué va a querer, en función de sus hábitos de búsqueda. 
Fue incluido por primera vez en Android 4.1 ("Jelly Bean"), que se lanzó el 9 de julio de 2012, y fue soportado por primera vez en el teléfono inteligente Galaxy Nexus. El servicio estuvo disponible para iOS desde el 29 de abril de 2013, de una actualización de la aplicación de Búsqueda de Google. Popular Science nombró Google Now la "Innovación del Año" para el 2012.
Sus principales competidores eran Cortana (de Microsoft), Siri (de Apple) y Bixby (de Samsung).
En Google I/O 2016, Google presentó su nuevo asistente personal inteligente Google Assistant, que sería una especie de evolución de Google Now. Sin embargo, a diferencia de Google Now, el Asistente puede establecer un diálogo bidireccional con el usuario.

## Historia
A finales de 2011, surgieron informes de que Google estaba mejorando mucho su producto Google Voice Search para la próxima versión de Android. Originalmente su  nombre código era "Majel" por Majel Barrett, esposa de Gene Roddenberry. "assistant" también fue nombre código.
El 27 de junio de 2012, Google Now se dio a conocer como parte de la demostración premier de Android 4.1 Jelly Bean en el Google I/O. 
El 29 de octubre de 2012, Google Now recibió una actualización a través de la tienda Play Google trayendo la adición de Gmail tarjetas. Google Now muestra las cartas con información extraída de la cuenta de Gmail del usuario, tales como información de vuelo, información de seguimiento del paquete, reservas de hotel y reservas de restaurante. Otras adiciones fueron películas, conciertos, acciones y tarjetas de noticias basado en la ubicación de los usuarios y el historial de búsqueda. También se incluye la creación de eventos del calendario usando la entrada de voz. El 5 de diciembre de 2012, una actualización de la aplicación de búsqueda de Google trajo varias características nuevas para Google Now, incluidas las tarjetas de: eventos cercanos; búsqueda por la cámara cuando está en un museo o tienda; las tarjetas de embarque de avión encontradas de correo electrónico (United Airlines sólo, más líneas aéreas por venir), el clima en los próximos destinos de viaje; recordatorios de cumpleaños, y los resúmenes mensuales de ciclismo y actividades de senderismo. Las nuevas características de actuación de voz incluyen con esta actualización la posibilidad de publicar en Google+, capacidades de reconocimiento de canción, y la capacidad de leer códigos de barras. Sin embargo, con la actualización Search 2.5, Google eliminó "Buscar con cámara" sin dar razones.
El 29 de abril de 2013, Google Now se puso a disposición para iOS en una actualización de la aplicación Google Search. 
Sobre la base de la revisión de código de diciembre de 2012, Google Now se espera que esté integrado en la versión de escritorio de Google Chrome. De acuerdo con Seth Rosenblatt de CNET, se rumorea que Google Now también servirá como reemplazo de iGoogle en noviembre . 2013 el 15 de mayo de 2013, en el Google I/O 2013 , Google anunció el próximo lanzamiento de Google Now en plataformas de escritorio, la función sólo será accesible a través de Google Chrome o Google Chrome OS.

## Funcionalidad
Google Now está implementado como un aspecto de la aplicación Google Search. Reconoce acciones repetidas que un usuario realiza en el dispositivo (ubicaciones comunes, citas repetidas del calendario, consultas de búsqueda, etc.) para mostrar información más relevante al usuario a manera de "tarjetas". El sistema aprovecha el proyecto Knowledge Graph de Google, un sistema usado para ensamblar resultados de búsquedas más detallados mediante el análisis de su significado y conexiones.
Las tarjetas especializadas actualmente incluyen:
- Resumen de actividad (Caminata y en bicicleta)
- Cumpleaños
- Monedas
- Conciertos
- Gmail (actualmente solo en Inglés)
- Gmail: Eventos
- Gmail: Vuelos
- Gmail: Confirmaciones de hotel
- Gmail: Reservas de restaurantes
- Películas
- Noticias
- Próxima reunión
- Lugares cercanos para tomar fotos
- Lugares
- Alertas públicas
- Tránsito público
- Temas de investigación
- Deportes
- Acciones de la bolsa
- Tráfico
- Viaje: Atracciones cercanas
- Viaje: Tiempo en llegar a casa
- Traducción
- Clima
- Paquetes